# Промислова вулиця (Київ, Голосіївський район)
Промисло́ва ву́лиця — вулиця в Голосіївському районі міста Києва, місцевість Нижня Теличка та Покол. Пролягає від Наддніпрянського шосе та Інженерної вулиці до кінця забудови (в напрямку р. Дніпро).
Прилучається Південний міст, в'їзд із Наддніпрянського шосе та Покільська вулиця.

## Історія
Вулиця виникла в 1950–60-ті роки у процесі будівництва промислової зони, має розгалужений характер: складається з кількох паралельних і перехресних шляхів.